# Gerolamo Boccardo
Gerolamo Boccardo (født 16. marts 1829 i Genova, død 20. marts 1904 i Rom) var en italiensk forfatter.
Boccardo virkede i mange år som professor i socialøkonomi i sin fødeby. I 1877 blev han valgt til senator, og blev 1888 titulær statsråd. Boccardo udfoldede en forbavsende omfangsrig produktion, hvoraf her kun skal nævnes den i mange oplag udkomne håndbog Trattato teorico-pratico di Economia politica (3 bind, 1853); Dizionario dell' Economia politica e del Commercio (1857), en bearbejdelse af Coquelins og Guillaumins kendte franske håndbog, og I principii della scienza e dell' arte delle finanze (1887). Desuden redigerede han 6. udgave af Enciclopedia Italiana i 25 bind og 3. serie af det fortjenstfulde samleværk Biblioteca dell' Economista (15 bind, 1875—92), til hvilket han skrev de historisk-kritiske indledninger.